# Крістінн Якобссон
Крістінн Якобссон (ісл. Kristinn Jakobsson; нар. 11 червня 1969 року, Коупавоґур, Ісландія) — футбольний суддя, обслуговує матчі чемпіонату Ісландії, Ліги чемпіонів УЄФА та Ліги Європи УЄФА.

## Кар'єра
Футбольний арбітраж Крістінн починає ще на початку 90-х років минулого століття, арбітр ФІФА з 1997. Міжнародні матчі судить з 2001 (судив матчі чемпіонату світу серед юнаків до 17 років), у серпні того ж року дебютує в Лізі чемпіонів УЄФА, судить матч між Слога Югомагнат та Стяуа, а в жовтні й у Кубку УЄФА (судив матч між болгарським Литексом та німецьким Уніоном).
У липні 2006 був одним із шести головних арбітрів, що судили матчі юнацького чемпіонату Європи, зокрема такі матчі:
- Австрія — Бельгія 4:1
- Іспанія — Туреччина 5:3

Також судив фінальний матч Шотландія — Іспанія 1:2.
На чемпіонаті Європи 2008 року був четвертим арбітром. 
Він став першим ісландським суддею, який обслуговував матч групового етапу Ліги чемпіонів УЄФА, сталося це 28 листопада 2008 на матчі Шахтар (Донецьк) — Базель 5:0.

## Матчі національних збірних
| Дата              | Місце проведення          | Збірні                         | Рахунок | Турнір               | ЖК | YK · YK · RK | RK |
| ----------------- | ------------------------- | ------------------------------ | ------- | -------------------- | -- | ------------ | -- |
| 25 квітня 2001    | Дублін, Ірландія          | Ірландія – Андорра             | 3 – 1   | Кваліфікація ЧС 2002 | 3  | 0            | 0  |
| 22 травня 2002    | Гельсінкі, Фінляндія      | Фінляндія – Латвія             | 2 – 1   | Товариський матч     | 3  | 0            | 0  |
| 27 квітня 2002    | Тофтір, Фарерські острови | Фарерські острови – Казахстан  | 3 – 2   | Товариський матч     | 0  | 0            | 1  |
| 11 червня 2003    | Оломоуц, Чехія            | Чехія – Молдова                | 5 – 0   | Кваліфікація ЧЄ 2004 | 3  | 1            | 0  |
| 13 жовтня 2004    | Кишинів, Молдова          | Молдова – Шотландія            | 1 – 1   | Кваліфікація ЧС 2006 | 2  | 0            | 0  |
| 7 вересня 2005    | Тампере, Фінляндія        | Фінляндія – Північна Македонія | 5 – 1   | Кваліфікація ЧС 2006 | 1  | 0            | 0  |
| 16 серпня 2006    | Таллінн, Естонія          | Естонія – Північна Македонія   | 0 – 1   | Кваліфікація ЧЄ 2008 | 3  | 0            | 0  |
| 24 березня 2007   | Варшава, Польща           | Польща – Азербайджан           | 5 – 0   | Кваліфікація ЧЄ 2008 | 3  | 0            | 0  |
| 6 червня 2007     | Софія, Болгарія           | Болгарія – Білорусь            | 2 – 1   | Кваліфікація ЧЄ 2008 | 3  | 0            | 0  |
| 6 вересня 2008    | Вроцлав, Польща           | Польща – Словенія              | 1 – 1   | Кваліфікація ЧС 2010 | 6  | 0            | 0  |
| 19 листопада 2008 | Дублін, Ірландія          | Ірландія – Польща              | 2 – 3   | Товариський матч     | 0  | 0            | 0  |
| 6 червня 2009     | Алмати, Казахстан         | Казахстан – Англія             | 0 – 4   | Кваліфікація ЧС 2010 | 3  | 0            | 0  |
| 12 серпня 2009    | Брондбю, Данія            | Данія – Чилі                   | 1 – 2   | Товариський матч     | 2  | 0            | 0  |
| 14 жовтня 2009    | Софія, Болгарія           | Болгарія – Грузія              | 6 – 2   | Кваліфікація ЧС 2010 | 3  | 1            | 0  |
| 8 жовтня 2010     | Тирана, Албанія           | Албанія – Боснія і Герцеговина | 1 – 1   | Кваліфікація ЧЄ 2012 | 5  | 0            | 0  |
| 17 листопада 2010 | Дублін, Ірландія          | Ірландія – Норвегія            | 1 – 2   | Товариський матч     | 0  | 0            | 0  |
| 6 вересня 2011    | Глазго, Шотландія         | Шотландія – Литва              | 1 – 0   | Кваліфікація ЧЄ 2012 | 3  | 0            | 0  |
| 15 листопада 2011 | Есб'єрг, Данія            | Данія – Фінляндія              | 2 – 1   | Товариський матч     | 2  | 0            | 0  |
| 7 вересня 2012    | Подгориця, Чорногорія     | Чорногорія – Польща            | 2 – 2   | Кваліфікація ЧС 2014 | 4  | 1            | 1  |
| 10 вересня 2013   | Пірей, Греція             | Греція – Латвія                | 1 – 0   | Кваліфікація ЧС 2014 | 2  | 1            | 1  |
| 4 вересня 2014    | Сульна, Швеція            | Швеція – Естонія               | 2 – 0   | Товариський матч     | 2  | 0            | 0  |
| 12 жовтня 2014    | Москва, Росія             | Росія – Молдова                | 1 – 1   | Кваліфікація ЧЄ 2016 | 3  | 0            | 0  |
| 15 листопада 2014 | Люксембург, Люксембург    | Люксембург – Україна           | 0 – 3   | Кваліфікація ЧЄ 2016 | 3  | 0            | 0  |
| 18 листопада 2014 | Вроцлав, Польща           | Польща – Швейцарія             | 2 – 2   | Товариський матч     | 6  | 1            | 0  |